# Neopanis
Neopanis is een uitgestorven monotypisch geslacht van tweekleppigen uit de  familie van de Pteriidae. 

## Soorten
- Neopanis zealandica (Hutton, 1917) †